# Jendouba Nord
Jendouba Nord est une délégation tunisienne dépendant du gouvernorat de Jendouba.
En 2004, elle compte 44 195 habitants dont 21 542 hommes et 22 653 femmes répartis dans 9 516 ménages et 10 355 logements.